# Edgar Ablowich
Edgar Allen "Ed" Ablowich, född 29 april 1913 i Greenville i Texas, död 6 april 1998 i Norfolk i Virginia, var en amerikansk friidrottare.
Ablowich blev olympisk mästare på 4 x 400 meter vid sommarspelen 1932 i Los Angeles.